# Encephalartos longifolius
Encephalartos longifolius es una especie de la familia Zamiaceae, oriunda del este de la región del Cabo (Sudáfrica).

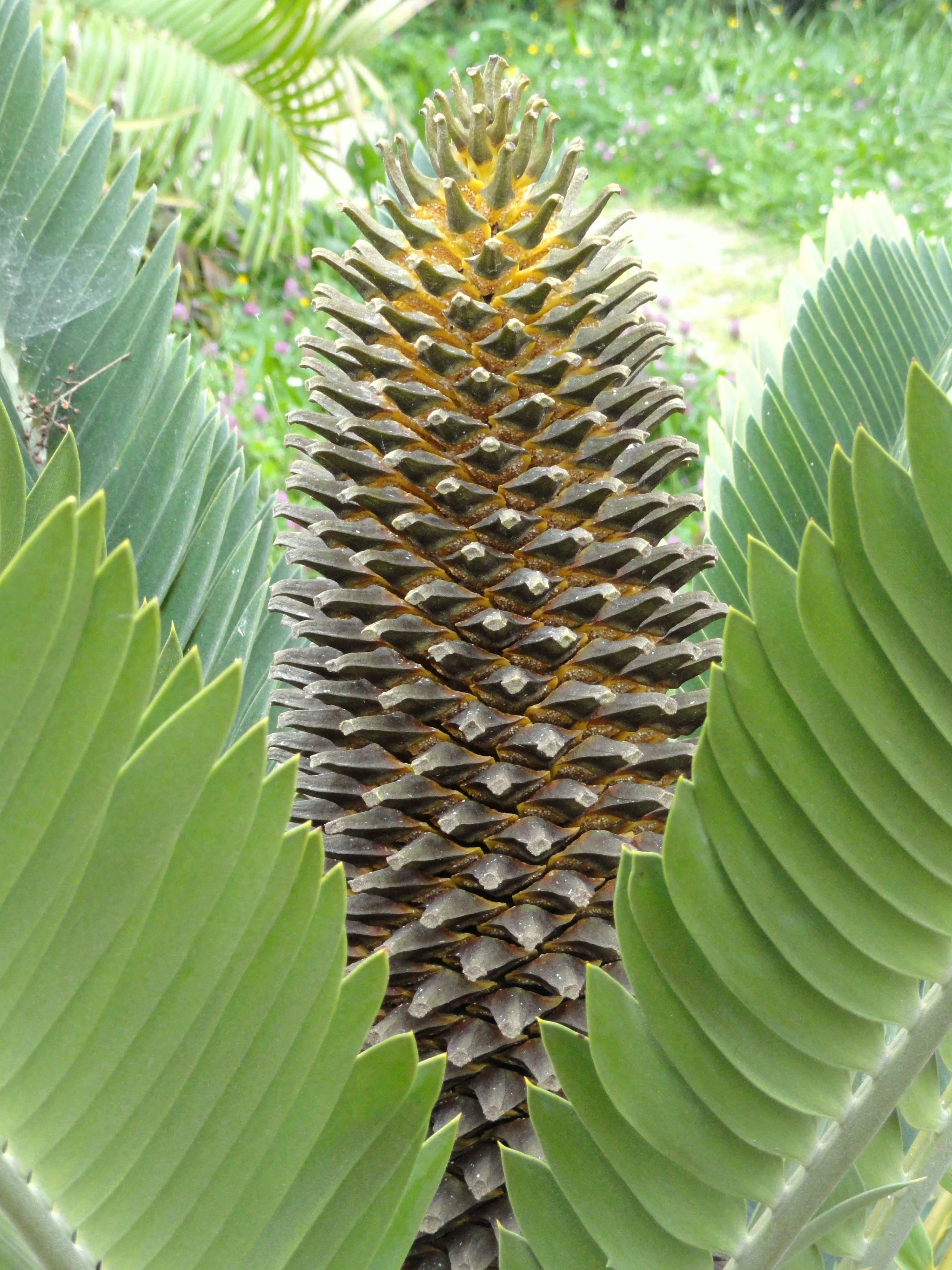
Detalle de la planta

## Descripción
Llega a alcanzar 3 m de altura. Las arqueadas frondes verde intenso, de hasta 1,8 m de largo, están compuestas de folíolos lanceolados superpuestos. En verano, los ejemplares maduros dan conos parduscos.  Esta especie adora la humedad y prefiere suelos ácidos y plenos de sol.

## Taxonomía
Encephalartos longifolius fue descrita por (Jacq.) Lehm. y publicado en Novarum et Minus Cognitarum Stirpium Pugillus 6: 14 1834.
Sinonimia
- Encephalartos lanuginosus (Jacq.) Lehm.
- Zamia lanuginosa Jacq.
- Zamia longifolia Jacq.[2][3]